# Ferdinand I. z Braganzy
Ferdinand I. z Braganzy (1403 – 1. dubna 1478) byl mimo jiné 2. vévodou z Braganzy a 1. markýzem z Vila Viçosy. Účastnil se portugalského dobývání severní Afriky a stal se tam guvernérem různých území.

## Mládí a dobytí severní Afriky
Ferdinand se narodil v roce 1403 jako syn 1. vévody z Braganzy Alfonse (nemanželský syn portugalského krále Jana I.) a jeho manželky Beatriz Pereira de Alvim. Jako dítě obdržel od svého děda Nuna Álvarese Pereiry, 3. hraběte z Arraiolos.
V roce 1432 byl mladý Ferdinand vyzván portugalským králem Janem I. ke konzultaci o projektu podporovaném královým synem princem Jindřichem Mořeplavcem, který měl zahájit dobývací kampaň proti marinidskému sultánovi z Maroka. Ferdinand radil proti projektu. Když byl projekt znovu nastolen za vlády portugalského krále Eduarda v roce 1436, Ferdinand své námitky zopakoval. Navzdory jeho odporu jej však král Eduard jmenoval konstáblem šlechticů pro výpravu v roce 1437, aby se zmocnil Tangieru. Ačkoli expedice byla pod celkovým velením králova bratra Jindřicha, král Eduard cítil, že Ferdinandova vojenská odbornost je nutná, aby vyrovnala bratrovu nezkušenost.
Poté, co se nepodařilo dobýt město útokem, byla portugalská expediční armáda obklíčena a hladověna marockou pomocnou armádou. Na oplátku za to, že mu bylo umožněno nerušeně stáhnout svá vojska, Jindřich souhlasil se smlouvou o předání Ceuty zpět Marinidům. Za účelem naplnění smlouvy předal princ Jindřich jako rukojmí Maročanům svého vlastního bratra Ferdinanda.

## Návrat do Portugalska
Zpět v Portugalsku vedl Ferdinand I. opozici vůči této smlouvě. U kortesů z Leirie, které shromáždil král Eduard počátkem roku 1438, shromáždil šlechtice, posadil se na zem a vyzval je, aby odmítli vydání Ceuty zpět Marinidům. Tvrdil, že smlouva byla podepsána pod nátlakem a je tudíž neplatná. Z velké části kvůli Ferdinandově energické kampani kortesové odmítli ratifikaci a oznámili králi, aby našel nějaký jiný způsob, jak zajistit propuštění svého bratra Ferdinanda (jiný způsob se nenašel a Ferdinand zemřel v roce 1443 v marockém zajetí).
V roce 1445 byl Ferdinand jmenován guvernérem Ceuty, kterým byl až do roku 1450.
Královským dekretem z 25. května 1455 udělil král Alfons V. Portugalský Ferdinandovi titul 1. markýze z Vila Viçosy.
V roce 1458 se spolu se svými syny Ferdinand účastnil výpravy k dobytí marockého města Alcácer Ceguer.
V roce 1460 zemřel jeho starší bratr Alfons bez manželských potomků a Ferdinand se stal 5. hrabětem z Ourému a dědicem rodu Braganza. O rok později, po smrti svého otce, se stal také 2. vévodou z Braganzy, 9. hrabětem z Barcelony, 3. hrabětem z Neivy a 3. hrabětem z Farie. Poté se usadil na hradě Vila Viçosa.
V roce 1471, když se král Afons V. vydal do severní Afriky, aby dobyl město Arzila, zůstal Ferdinand v pevninském Portugalsku jako regent království.

## Manželství a potomci
28. prosince 1429 se šestadvacetiletý Ferdinand oženil Janou z Castra, paní z Cadavalu (1410–1479). Manželé spolu měli devět dětí:
- Ferdinand II. z Braganzy (1430–1483), 3. vévoda z Braganzy, 1. vévoda z Guimarães,
⚭ Leonor de Menezes (?–1452)
⚭ 1472 Isabela z Viseu (1459–1521)
- Jan z Braganzy (1430–1484)
- Alfons z Braganzy (1435–?)
- Álvaro z Braganzy (1440–1504)
- Antonín z Braganzy
- Isabela z Braganzy
- Beatrix z Braganzy (1440–?)
- Guiomar z Braganzy (1450–?)
- Kateřina z Braganzy